# Данстэн, Маркус
Маркус Данстэн (англ. Marcus Dunstan; род. 14 апреля 1978 года) — американский сценарист и режиссёр, который, вместе с Патриком Мелтоном, является одним из создателей серии фильмов «Пила».

## Биография
Маркус Данстэн родился 14 апреля 1978 года в городе Маком, штат Иллинойс. Учился в Университете штата Айова, где познакомился со своим будущим коллегой-сценаристом Патриком Мелтоном.
Первый фильм по сценарию Маркуса Данстэна и Патрика Мелтона под названием «Пир» вышел в 2005 году. Затем, в соавторстве с Мелтоном писал сценарии к фильмам из серии триллеров «Пила» «Пила 4», «Пила 5», «Пила 6» и «Пила 3D». В 2009 году дебютировал как режиссёр, сняв фильм «Коллекционер» (сценарий также написан Мелтоном и Данстэном). В 2012 Маркус срежиссировал сиквел фильма, «Коллекционер 2», и написал сценарий к фильму «Пираньи 3DD».

## Фильмография
| 2005 | Пир                   | зелёная ✓ |           |
| 2007 | Пила 4                | зелёная ✓ |           |
| 2008 | Пила 5                | зелёная ✓ |           |
| 2009 | Коллекционер          | зелёная ✓ | зелёная ✓ |
| 2009 | Пила 6                | зелёная ✓ |           |
| 2010 | Пила 3D               | зелёная ✓ |           |
| 2012 | Пираньи 3DD           | зелёная ✓ |           |
| 2012 | Коллекционер 2        | зелёная ✓ | зелёная ✓ |
| 2016 | Дом напротив          | зелёная ✓ | зелёная ✓ |
| 2018 | Навстречу тьме        | зелёная ✓ | зелёная ✓ |
| 2024 | Все мои друзья мертвы |           | зелёная ✓ |
| TBA  | Пила 11               | зелёная ✓ |           |
| TBA  | Коллекционер 3        | зелёная ✓ | зелёная ✓ |